# Hoopeston, Illinois
Hoopeston là một làng thuộc quận Putnam, tiểu bang Illinois, Hoa Kỳ. Năm 2010, dân số của làng này là 5351 người.

## Dân số
Dân số qua các năm:
- Năm 2000: 5965 người.
- Năm 2010: 5351 người.